# Liste der Wappen im Bezirk Linz-Land
Die Liste der Wappen im Bezirk Linz-Land zeigt die Wappen der Gemeinden im oberösterreichischen Bezirk Linz-Land.

## Wappen der Städte, Marktgemeinden und Gemeinden

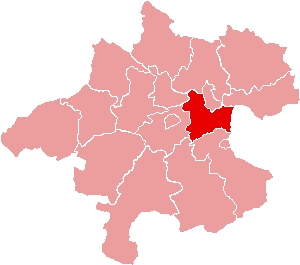
Lage in Oberösterreich
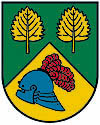
Allhaming
Ansfelden
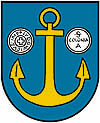
Asten
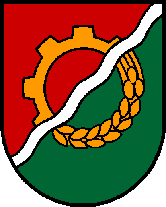
Eggendorf im Traunkreis
Enns
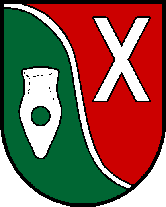
Hargelsberg
Hofkirchen im Traunkreis
Hörsching
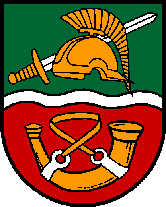
Kematen an der Krems
Kirchberg-Thening
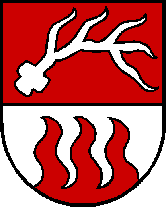
Kronstorf
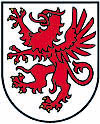
Leonding
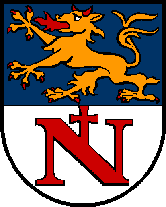
Neuhofen an der Krems
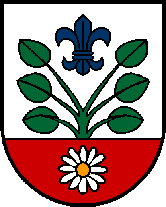
Niederneukirchen
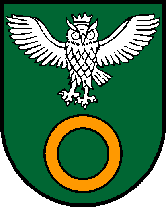
Oftering
Pasching
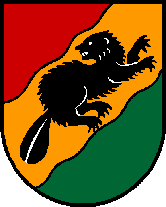
Piberbach
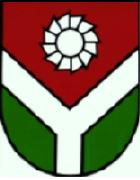
Pucking
Sankt Florian
St. Marien
Traun
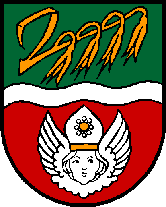
Wilhering